# Danielle Fishel
Danielle Christine Fishel, född 5 maj 1981 i Mesa i Arizona, är en amerikansk skådespelare och programledare, mest känd för rollen som Topanga Lawrence i Här är ditt liv, Cory. 
Sedan 2018 är hon gift med Jensen Karp.

## Filmer
- Longshot
- National Lampoon Presents Dorm Daze
- Gamebox 1.0
- National Lampoon's Dorm Daze 2
- The Chosen One
- Boiling Pot

## TV
- Full House
- Harry and the Hendersons
- Här är ditt liv, Cory
- Kirk
- ABC TGIF
- Rocket's Red Glare
- Nikki
- The Nightmare Room
- Say What? Karaoke
- Yes, Dear
- The Dish
- The Fuse 20
- The Soup
- Här är ditt liv, Riley
- Gravity Falls

## Regissör
- Här är ditt liv, Riley
- Sydney to the Max
- Raven's Home
- Coop & Cami Ask the World
- Just Roll with It